# Antagonisty receptora H1
Antagonisty receptora H1, leki przeciwhistaminowe H1, antyhistaminiki H1 – substancje odwracające działanie histaminy na jej receptor H1. Jest to podstawowa grupa leków stosowana w atopii. W rzeczywistości nie są one antagonistami, lecz odwrotnymi agonistami receptora H1.
Leki przeciwhistaminowe (I generacja) wprowadzono w 1937 roku, ale liczne działania niepożądane preparatów stanowiły poważne ograniczenia w ich stosowaniu. Wraz z postępem badań dotyczących patomechanizmów chorób alergicznych, w latach 80. wprowadzoną nową generację leków przeciwhistaminowych – bardziej skuteczną i mniej szkodliwą dla organizmu. Obecnie na rynku farmaceutycznym dostępne są preparaty o zróżnicowanych możliwościach stosowania – do użytku ogólnego (preparaty doustne oraz roztwory do iniekcji), miejscowego (krople do oczu, krople do nosa, żele lub maści), a także preparaty złożone, w skład których często wchodzi dodatkowo pseudoefedryna.

## Mechanizm działania
Działanie histaminy powstaje na skutek pobudzenia 4 receptorów histaminowych (H1, H2, H3, i H4). Są one ulokowane na różnych tkankach odpowiadających za efekt histaminowy. Pobudzenie receptora H1 prowadzi do skurczu mięśni gładkich, rozszerzenia naczyń krwionośnych i następowego spadku ciśnienia, zwiększenie wydzielanie śluzu na błonach śluzowych oraz zwiększenie napięcia układu przywspółczulnego. Histamina jest mediatorem reakcji zapalenia alergicznego, odpowiada za powstanie kataru siennego, alergicznego zapalenia spojówek oraz pokrzywki, zarówno o podłożu alergicznym, jak i niealergicznym, gdy czynnikiem sprawczym wystąpienia objawów skórnych są produkty posiadające histaminę lub mające zdolność uwalniania jej. Działanie antagonistów receptora H1 polega więc na odwracalnym i konkurencyjnym wiązaniu z receptorem H1, przez co znoszone i wręcz odwracane jest działanie histaminy. Leki te nie hamują jednak objawów reakcji alergicznej wywołanych przez inne mediatory.

## Generacje leków przeciwhistaminowych
Ze względu na farmakokinetykę i wybiórczość działania leki przeciwhistaminowe dzieli się na leki I, II i III generacji.

### Leki przeciwhistaminowe I generacji
Są to: antazolina, difenhydramina, klemastyna, dimetinden, prometazyna, ketotifen, cyproheptadyna, hydroksyzyna, triprolidyna, chlorfenyramina.
Do I generacji należą leki będące pochodnymi różnych związków chemicznych (etanoloaminy, etylenodiaminy, fenotiazyny, piperydyny). Blokują receptor H1, a także receptory cholinergiczne, serotoninergiczne, adrenergiczne i dopaminergiczne, przy czym ich nieselektywność powoduje szereg działań niepożądanych.

#### Działania niepożądane leków przeciwhistaminowych I generacji
Leki przeciwhistaminowe I generacji wykazują działanie blokujące wobec receptorów H1, a także wobec receptorów muskarynowych, serotoninowych, dopaminergicznych i  adrenergicznych. Z powodu dużej lipofilności leki przeciwhistaminowe I generacji łatwo przechodzą do ośrodkowego układu nerwowego (OUN). Ich działania niepożądane to hamowanie OUN, senność, otępienie, zaburzenia koordynacji ruchowej, trudności w oddawaniu moczu, zaburzenia ze strony przewodu pokarmowego. Ze względu na efekt sedatywny uważa się, że leki te mogą przyczyniać się do zwiększenia wypadkowości w pracy, wypadków komunikacyjnych, czego dowodzą m.in. prace dotyczące wypadkowości w lotnictwie cywilnym.

#### Zastosowanie leków przeciwhistaminowych I generacji
Reakcje alergiczne przebiegające gwałtownie – są podawane wówczas pozajelitowo. Choroby skóry – szczególnie nasilane przez stres, a także te, w których występuje duży świąd. Działanie hamujące ośrodkowy układ nerwowy jest wtedy pożądane.
Niektóre leki przeciwhistaminowe o silnym działaniu ośrodkowym i cholinolitycznym stosowane są w hamowaniu objawów związanych z uszkodzeniem błędnika (na przykład dimenhydrynat).

#### Przeciwwskazania do stosowania leków przeciwhistaminowych I generacji
Jaskra, przerost gruczołu krokowego, nadwrażliwość na leki, uszkodzenie szpiku kostnego.

### Leki przeciwhistaminowe II generacji
Do tej grupy należą leki, które działają selektywnie na receptor H1, mają długi biologiczny okres półtrwania i słabo, bądź wcale nie przenikają przez barierę krew–mózg. Niektóre z leków tej grupy są czynnymi metabolitami I generacji leków przeciwhistaminowych (cetyryzyna to metabolit hydroksyzyny). Skuteczność leków przeciwhistaminowych II generacji w hamowaniu objawów alergicznych jest podobna, ale występują dość znaczne różnice osobnicze i dlatego dobiera się je indywidualnie. Leki te różnią się między sobą kinetyką, co ma znaczenie również w wyborze preparatu
Ich biologiczny okres półtrwania jest dłuższy niż leków I generacji. Hamują wczesną i późną odpowiedź na alergen w sezonowym alergicznym nieżycie nosa. Na przeciwzapalny i przeciwalergiczny efekt działania leków przeciwhistaminowych II generacji zwracają uwagę prace odwołujące się do hamowanie przez te leki procesu uwalniania mediatorów z komórki tucznej i bazofilów (histamina, tryptaza, LTC4, PGD2, IL-6, IL-8, IL-3, GM-CSF, TNF-α), a także obniżenia stężenia ICAM-1, RANTES, IL-8 po stymulacji alergenem.
Dodatkowe działanie na elementy komórkowe fazy alergicznego zapalenia niektórych leków tej generacji jest intensywnie badane, ponieważ mogłoby to rozszerzyć wskazania dla leków przeciwhistaminowych do stosowania ich zapobiegawczo w chorobach alergicznych, a nawet w astmie. Jednak jak dotąd nie ma dostatecznych dowodów, że stwierdzane w badaniach in vitro działania mają znaczenie kliniczne. I generacja leków takiego działania nie ma.
W lekach II generacji osiągnięto zmniejszenie wywoływania senności i zaburzeń funkcji poznawczych w porównaniu do leków I generacji. Do działań niepożądanych należy działanie kardiodepresyjne terfenadyny, astemizolu, ebastyny i loratadyny.

#### Przeciwwskazania do stosowania leków przeciwhistaminowych II generacji
Nadwrażliwość na te leki. W przypadku leków podawanych miejscowo do worka spojówkowego nie powinno się nosić soczewek kontaktowych (ze względu na obecność konserwantu: chlorku benzalkoniowego).

#### Leki II generacji
Leki długo działające, stosowane doustnie: ebastyna, cetyryzyna, loratadyna, terfenadyna, azelastyna, mizolastyna, astemizol, rupatadyna
Leki podawane miejscowo na błony śluzowe nosa lub spojówek: lewokabastyna, azelastyna, emedastyna
Preparaty doustne złożone, zawierające dodatkowo lek sympatykomimetyczny:
- cetyryzyna + pseudoefedryna (nazwa handlowa Cirrus)
- loratadyna + pseudoefedryna (nazwa handlowa Claritine Active)

Najnowsze leki przeciwhistaminowe II generacji to feksofenadyna, desloratadyna, lewocetyryzyna, bilastyna.
Najnowsze leki II generacji są aktywnymi enancjomerami (w przypadku lewocetyryzyny) lub metabolitami leków II generacji, zaprojektowanymi dla osiągnięcia większej skuteczności przy jednoczesnym obniżeniu stopnia działań niepożądanych. Jednak żaden z tych leków nie spełnia kryteriów "leku przeciwhistaminowego III generacji", stąd istnieją wątpliwości czy w ogóle powinno się używać tego terminu. Przy takim podejściu wszystkie preparaty z tej grupy należą do leków przeciwhistaminowych drugiej generacji. Jednak wciąż są to preparaty najnowsze i najnowocześniejsze. Na przykładzie bilastyny można stwierdzić, że substancje tego typu wysoce swoiście wiążą się z receptorem H1. Ponadto bilastyna nie wykazuje powinowactwa do 30 innych receptorów związanych z białkiem G, w tym dla serotoniny, bradykininy, leukotrienu D4, muskarynowych M3, α1-adrenoreceptorów i β2-adrenoreceptorów, które mogą być odpowiedzialne za działania niepożądane niektórych leków przeciwhistaminowych. Cecha ta ma istotny i korzystny wpływ na, między innymi, profil bezpieczeństwa i tolerancji bilastyny w terapii. Obok tego wykazano, że bilastyna ma pięciokrotnie większe powinowactwo (siłę wiązania) do receptora H1 niż feksofenadyna i trzykrotnie większe niż cetyryzyna, co może mieć znaczenie dla siły i utrzymywania się efektu klinicznego w czasie (do 24, a nawet 26, godzin).